# 乙酸亚铬
乙酸亚铬（化学式：Cr2(OAc)4(H2O)2），IUPAC名称为乙酸铬(II)，是常见的铬(II)化合物之一。通常情况下为深红色的反磁性固体，以二水合物和无水物的形式存在。在水和甲醇中的溶解度较小。以二聚体分子存在，分子内含有Cr-Cr四重键。是Cr(II)化合物中比较稳定的一个，但对空气敏感，容易被氧化为Cr(III)化合物而发生颜色变化。乙酸亚铬的制备和性质分析通常是无机化学课程中的实验之一。

## 结构
Cr2(OAc)4(H2O)2是有羧桥结构的双核分子(D4h)。铬原子为八面体型配位，乙酸根作桥通过其两个氧原子把两个铬原子连在一起。每个铬原子分别与来自乙酸根的四个氧原子在同一平面配位，并与另一个铬原子发生作用。两个水分子占上下，分别与一个铬原子配位。Cr-O（羧氧）键长197pm，Cr-O（水）键长220pm，Cr-Cr距离为236.2±0.1pm。不存在轴向配体或羧酸根被等电子的含氮配体替代后，Cr-Cr距离可以减短至184pm。
Cr-Cr之间为强的金属－金属四重键（{\displaystyle \ \sigma {\pi }^{2}\delta }），σ键由两个铬原子的{\displaystyle \ d_{z^{2}}}轨道重叠形成，π键由{\displaystyle \ d_{xy}}和{\displaystyle \ d_{yz}}重叠形成，δ键则由{\displaystyle \ d_{x^{2}-y^{2}}}重叠形成。分子较小的磁矩及两个铬原子之间较短的距离都证实了Cr-Cr四重键的存在。
Cr(II)为{\displaystyle \ d^{4}}构型，因金属－金属键而完全成对，所以乙酸亚铬在室温时为反磁性的。其他羧酸的亚铬化合物，以及乙酸铜和乙酸铑(II)都具有乙酸亚铬的“中国灯笼”式结构，但{\displaystyle \ Rh_{2}(OAc)_{4}(H_{2}O)_{2}}和{\displaystyle \ Cu_{2}(OAc)_{4}(H_{2}O)_{2}}中的金属－金属距离都不及乙酸亚铬中的Cr-Cr距离短，因此两个金属原子之间的作用较弱。
乙酸亚铬的二聚体结构导致了它特殊的稳定性，也导致了它具有与其他Cr(II)化合物不同的颜色。Cr(II)化合物一般呈蓝色。

## 历史
乙酸亚铬首先由法国化学家皮里哥（Eugène-Melchior Peligot）在1844年合成， 但该分子特殊的成键性质却是在100年之后才发现的。
1950年，King和Garnet 注意到乙酸亚铬较反常的颜色和溶解度性质，认为这可能是由于分子中存在不同的成键类型而导致的。因此他们用实验测定羧酸亚铬的磁化率，结果发现羧酸亚铬无论是无水物还是水合物，都不含任何未成对电子，与普通的Cr(II)化合物（含4个未成对电子）形成了明显反差。为了解释这个反差，他们很明显是受了当时杂化轨道理论的影响，认为铬原子为{\displaystyle \ d^{3}s}杂化，提出了一个现在看来有些古怪的理论。
乙酸亚铬的结构于1951年阐明。 1956年Figgis和Martin提出四重键模型， 但该分子中的四重键直到1970年准确测定分子中Cr-Cr距离后才得到广泛重视。

## 制备
用锌在水溶液中还原三价铬为二价铬的蓝色溶液， 然后加入乙酸钠溶液，便会很快沉淀出亮红色的乙酸亚铬晶体。
{\displaystyle {\rm {2Cr^{3+}+Zn\rightarrow 2Cr^{2+}+Zn^{2+}}}}
{\displaystyle {\rm {2Cr^{2+}+4OAc^{-}+2H_{2}O\rightarrow Cr_{2}(OAc)_{4}(H_{2}O)_{2}}}}
生成的乙酸亚铬极易被少量混入的氧气所氧化，从而使亮红色的颜色褪去，因此制备反应一般都在隔绝空气的情况下（如Schlenk装置）进行。 此外，无水的羧酸的亚铬化合物也可以以二茂铬作为原料制取。
{\displaystyle {\rm {4HO_{2}CR+2Cr(C_{5}H_{5})_{2}\rightarrow Cr_{2}(O_{2}CR)_{4}+4C_{5}H_{6}}}}

## 应用
乙酸亚铬是亚铬化合物中相对较稳定的一个，因此常作为其他铬(II)化合物的制备原料。比如它与氯化氢反应可以得到氯化亚铬，与乙酰丙酮反应可以得到Cr(acac)2，等等。
此外乙酸亚铬也用作有机试剂（对α-溴代酮和α-氯代醇进行脱卤）、氧气吸收剂及聚合物工业上的试剂。

## 延伸阅读
- Rice, S. F. . Inorg. Chem. 1980, 19: 3425–3431. doi:10.1021/ic50213a042.
- 铬的化合物（页面存档备份，存于）．（英文）